# Tim Linsbichler
Tim Linsbichler (* 14. Januar 2000 in Wien) ist ein österreichischer Fußballspieler.

## Karriere

### Verein
Linsbichler begann seine Karriere beim Post SV Wien. Zur Saison 2010/11 wechselte er in die Jugend des SK Rapid Wien, bei dem er ab der Saison 2014/15 in der Akademie spielte. Zur Saison 2016/17 wechselte er nach Deutschland in die Jugend der TSG 1899 Hoffenheim, in der er bis 2019 spielte. Im April 2019 debütierte er gegen den FSV Frankfurt für die Amateure der Hoffenheimer in der Regionalliga. Dies blieb sein einziger Einsatz für Hoffenheim II in der Saison 2018/19. In der Saison 2019/20 kam er bis zum COVID-bedingten Abbruch zu 19 Regionalligaeinsätzen, in denen er dreimal traf.
Im September 2020 wechselte Linsbichler zum Drittligisten TSV 1860 München. In der Saison 2020/21 kam Linsbichler allerdings aufgrund einer Schambeinentzündung nie zum Einsatz. Im August 2021 gab er – zunächst bei der zweiten Mannschaft von 1860 – sein Comeback. Im selben Monat debütierte er im Bayernpokal auch für die Profis der Münchner. Sein Debüt in der 3. Liga gab der Stürmer schließlich im September 2021, als er am siebten Spieltag der Saison 2021/22 gegen den SV Meppen in der 86. Minute für Marcel Bär eingewechselt wurde. Insgesamt kam er für 1860 zu 23 Drittligaeinsätzen. Nach der Saison 2021/22 verließ er die Münchner.

### Nationalmannschaft
Linsbichler spielte im November 2014 erstmals für eine österreichische Jugendnationalauswahl. Im Februar 2017 absolvierte er gegen Italien sein einziges Spiel im U-17-Team.